# Маркаров, Эдуард Артёмович
Эдуа́рд Артёмович Марка́ров (арм. Էդուարդ Արտյոմի Մարկարով; род. 20 июня 1942, Баку) — советский и армянский футболист, тренер. Нападающий клубов «Нефтчи» и «Арарат». Мастер спорта СССР (1963), заслуженный мастер спорта СССР (1973), заслуженный тренер Армянской ССР (1983). Заслуженный деятель физической культуры и спорта Республики Армения (2013).

## Карьера игрока
Эдуард Маркаров родился в семье футболиста Артёма Агаларовича Маркарова, мастера спорта СССР, который и стал его первым тренером. По примеру отца, увлёкся футболом и с мальчишками часто гонял мяч во дворе. В 14 лет стал тренироваться в бакинском «Локомотиве».
В 1961 году Маркарова заметил Борис Аркадьев и пригласил играть за «Нефтяник» и в этот же год был приглашён в юношескую сборную СССР. Его партнёрами по клубу были Юрий Кузнецов, Алекпер Мамедов, Адамас Голодец и Анатолий Банишевский, с которым они составляли пару нападающих бакинского клуба. Несмотря на сыгранность этой пары, в сборную команду их приглашали редко, а когда приглашали, то почти не давали играть вместе.
В составе сборной СССР участвовал в чемпионате мира по футболу 1966, сыграл в матче СССР — Чили. В конце 1960-х Маркарова стали преследовать травмы, и решив сменить обстановку, он в 1971 году перешёл в ереванский «Арарат». С этим клубом у Маркарова связан самый удачный период карьеры. Сначала как игрок он стал двукратным обладателем Кубка СССР, золотых и серебряных медалей чемпионата, а затем в 1976 году, уже в качестве тренера серебряным призёром чемпионата и финалистом Кубка. В 1975 году наряду с Гердом Мюллером стал лучшим бомбардиром Кубка европейских чемпионов, забив 5 мячей в двух матчах против норвежского «Викинга».

## Статистика выступлений
| Клуб             | Сезон            | Чемпионат | Чемпионат | Кубок | Кубок | Еврокубки | Еврокубки | Всего | Всего |
| Клуб             | Сезон            | Матчи     | Голы      | Матчи | Голы  | Матчи     | Голы      | Матчи | Голы  |
| ---------------- | ---------------- | --------- | --------- | ----- | ----- | --------- | --------- | ----- | ----- |
| Нефтчи (Баку)    | 1961             | 11        | 1         | 1     | 0     | 0         | 0         | 11    | 1     |
| Нефтчи (Баку)    | 1962             | 30        | 16        | 1     | 0     | 0         | 0         | 31    | 16    |
| Нефтчи (Баку)    | 1963             | 37        | 12        | 1     | 0     | 0         | 0         | 38    | 12    |
| Нефтчи (Баку)    | 1964             | 27        | 8         | 1     | 0     | 0         | 0         | 28    | 8     |
| Нефтчи (Баку)    | 1965             | 31        | 10        | 0     | 0     | 0         | 0         | 31    | 10    |
| Нефтчи (Баку)    | 1966             | 26        | 12        | 0     | 0     | 0         | 0         | 26    | 12    |
| Нефтчи (Баку)    | 1967             | 31        | 14        | 5     | 3     | 0         | 0         | 36    | 17    |
| Нефтчи (Баку)    | 1968             | 25        | 7         | 4     | 3     | 0         | 0         | 29    | 10    |
| Нефтчи (Баку)    | 1969             | 14        | 5         | 0     | 0     | 0         | 0         | 14    | 5     |
| Нефтчи (Баку)    | 1970             | 19        | 3         | 5     | 2     | 0         | 0         | 24    | 5     |
| Всего            | Всего            | 251       | 88        | 18    | 8     | 0         | 0         | 269   | 96    |
| Арарат (Ереван)  | 1971             | 25        | 14        | 4     | 1     | 0         | 0         | 29    | 15    |
| Арарат (Ереван)  | 1972             | 22        | 2         | 2     | 0     | 4         | 2         | 28    | 4     |
| Арарат (Ереван)  | 1973             | 24        | 10        | 8     | 5     | 0         | 0         | 32    | 15    |
| Арарат (Ереван)  | 1974             | 21        | 5         | 5     | 2     | 3         | 5         | 29    | 12    |
| Арарат (Ереван)  | 1975             | 27        | 10        | 5     | 2     | 6         | 5         | 38    | 17    |
| Всего            | Всего            | 119       | 41        | 24    | 10    | 13        | 12        | 156   | 63    |
| Всего за карьеру | Всего за карьеру | 370       | 129       | 42    | 18    | 13        | 12        | 425   | 159   |

## Тренерская карьера
На тренерскую деятельность он попал неожиданно. Из команды ушёл старший тренер Виктор Маслов, и ему, как обладавшему наибольшим авторитетом в команде, имея «солидный» возраст 33 года было предложено попробовать себя в новом качестве. С ним весенний чемпионат 1976 года «Арарат» оканчивает на втором месте, завоевав серебряные медали. В кубке под руководством Маркарова «Арарат» дошёл до финала. После удачного дебюта Маркаров всё-таки ушёл из команды и стал тренировать детей в республиканской школе Армянской ССР.
В 1979 году уехал в Алжир, преподавать в Институте науки и спорта.
По возвращении снова работал в «Арарате», помощником Никиты Симоняна. До распада СССР работал ассистентом тренера в юношеской сборной Советского Союза. Затем снова работал с армянскими командами.
В период с 1995 по 1999 год проработал в Ливане с командой «Оменмен», которая стала серебряным призёром чемпионата Ливана и финалистом национального кубка.
В период 2001—2002 — вице-президент аштаракской «Мики». В сезоне 2008 года — главный тренер ереванской «Киликии». C приходом Маркарова команда улучшила свои результаты, однако с последнего места так и не выбралась. В конце года, Маркаров по собственному желанию покинул пост и перешёл на должность тренера-селекционера клуба. С 2010 года — вице-президент по тренерским вопросам и директор школы клуба «Мика». По случаю отстранения главного тренера «Мики» от занимаемой должности, данная вакансия была предложена Маркарову. С июня по июль 2011 являлся исполняющим обязанности главного тренера клуба.

## Достижения

### В качестве игрока
«Нефтчи» (Баку)
- Бронзовый призёр чемпионата СССР: 1966

«Арарат» (Ереван)
- Чемпион СССР: 1973
- Серебряный призёр чемпионата СССР: 1971
- Обладатель Кубка СССР: 1973, 1975

### В качестве тренера
«Арарат» (Ереван)
- Серебряный призёр чемпионата СССР: 1976 (весна)
- Финалист Кубка СССР: 1976

Юниорская сборная СССР
- Чемпион Европы: 1990
- Бронзовый призёр чемпионата мира: 1991

«Оменмен»
- Серебряный призёр чемпионата Ливана: 1996/97
- Обладатель кубка Ливана: 1998/99

«Мика»
- Обладатель кубка Армении: 2000, 2001

### Личные
- Лучший бомбардир чемпионата СССР: 1962 (Приз редакции газеты «Труд»)
- Третий футболист СССР приз еженедельника «Футбол-Хоккей»: 1971
- В списках 33 лучших футболистов сезона в СССР: № 2 — 1973; № 3 — 1971, 1975
- Лучший бомбардир Кубка европейских чемпионов: 1974/75[3]
- Член клуба Григория Федотова: 159 голов
- Согласно опросу, проведенному в 1992 году, Э. Маркаров назван лучшим футболистом Армении всех времён, он также вошёл в десятку лучших игроков Азербайджана за 70 лет (1981)[8][9]

## Награды и звания
- Почётный гражданин Фресно (США)[8]
- Медаль «За заслуги перед Отечеством» 1-й степени (2011)[10]
- Заслуженный деятель физической культуры и спорта Республики Армения (2013)[11]